# Transito di san Giuseppe
Il Transito di san Giuseppe è un dipinto olio su tela di Enrico Scuri, realizzato come suo ultimo lavoro e conservato nella chiesa di Sant'Alessandro della Croce di Bergamo in via Pignolo.

## Storia
Il dipinto conservato sul lato destro del presbiterio della chiesa alessandrina di via Pignolo, è l'ultimo lavoro dell'artista bergamasco Enrico Scuri, morì infatti prima di ultimarlo, fu quindi il genero Luigi Galizzi a completare il lavoro prima che venisse inserito a ultimare il coro con il dipinto di Ponziano Loverini Monacazione di santa Giovanna Francesca di Chantal eseguito sempre nel 1884, e che era stato suo allievo presso la scuola dell'Accademia Carrara. Mentre posto centralmente è il grande dipinto di Antonio Cifrondi del 1694 Martirio di sant'Alessandro.
Il pittore aveva già realizzato un dipinto con il medesimo soggetto conservato presso la chiesa parrocchiale di San Bartolomeo di Oltre il Colle.
L'archivio parrocchiale conserva i documenti della congregazione dei fratelli della Beata Vergine della buona morte e di san Giuseppe protettore degli agonizzanti dal 1660 al 1772. Questa aveva l'antica sede nella chiesa dei Santi Simone e Giuda, poi istituto delle suore Orsoline. nel 1752 fu concessa alla congregazione una sede sotto la chiesa di Sant'Alessandro. 

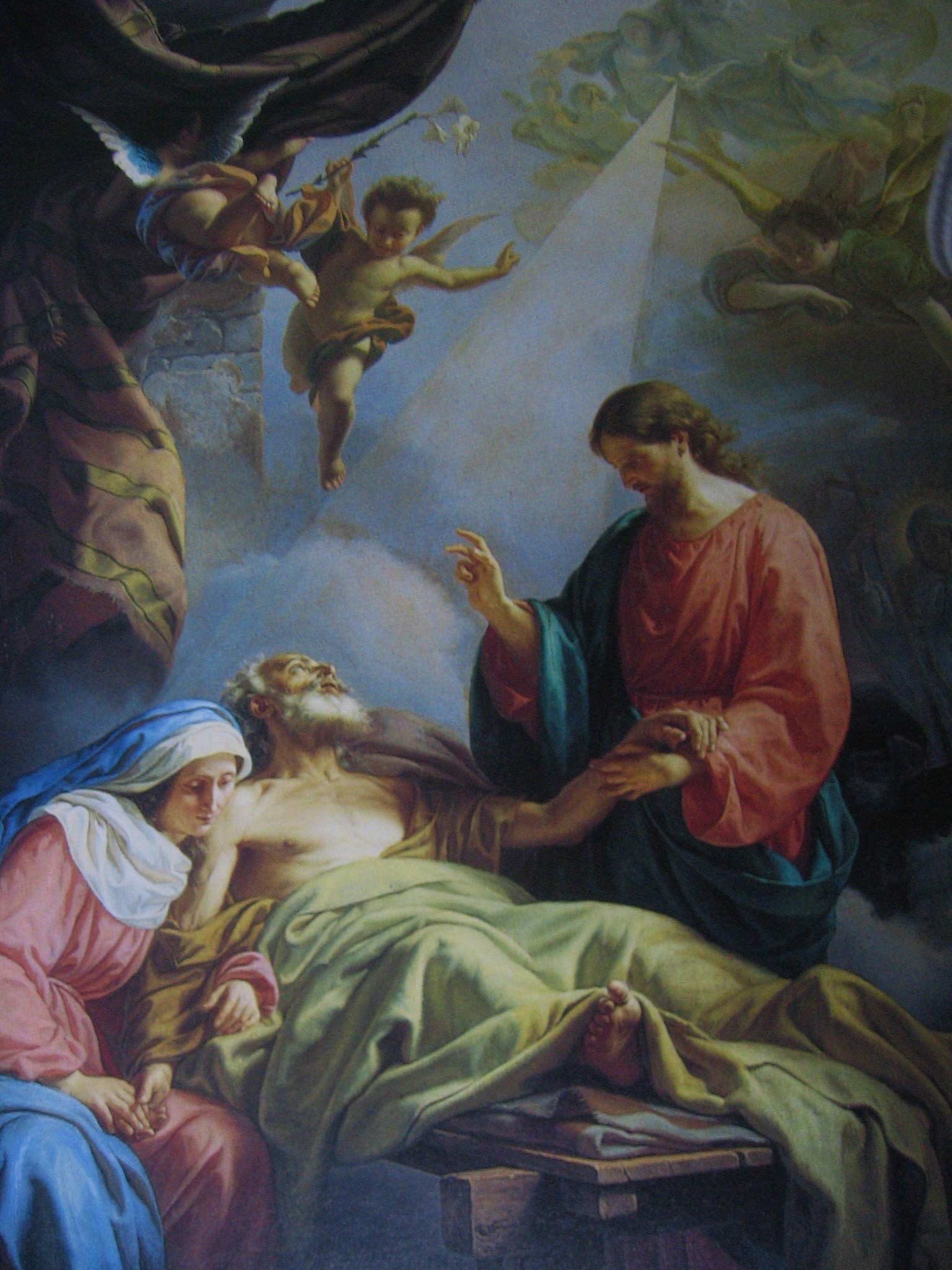
Transito di san Giuseppe-Chiesa di San Bartolomeo-Oltre il Colle

## Descrizione
Il dipinto raffigura la morte di san Giuseppe. Il moribondo giace sul letto posto al centro di una stanza dove il cielo e la terra si uniscono in un ambiente unico, posto sopra un'alzata lignea. Il santo è avvolto in una coperta sfrangiata molto scomposta. Un piede rimane scoperto, e un lembo della coperta cade sul pavimento, a indicare la tribolazione che dà il passaggio dalla vita alla morte. La Madonna, raffigurata in forma molto manierata, posta sul lato sinistro, lo sostiene con il braccio destro coperto dal mantello blu, mentre con la desta gli sostiene il braccio aperto con il palmo rivolto al cielo, così come lo sguardo del santo è rivolto al cielo dove vi sono quattro angeli che lo accolgo nella gloria del paradiso. Gli angeli portano i simboli del santo: il giglio, la croce, l'ancora e un cuore. Questi sono tutti simboli che hanno caratterizzato la vita del santo: la castità, la speranza, la fede e la carità.
Alle spalle del capezzale, vi è una nicchia centinata dove sono posti oggetti della quotidianità casalinga, così come sul tavolino posto accanto alla Madonna. Sul lato destro di san Giuseppe è raffigurato Gesù, molto imponente, posto sopra una base in legno. La raffigurazione del Figlio è molto plastica, compie un gesto teatrale allargando il braccio destro e ponendo il sinistro al cuore, indicando la difficoltà dell'abbandono necessaria per raggiungere il cielo.
La scena oltre ai tre personaggi canonici è piena di angeli. In primo piano sul lato sinistro vi è un angelo genuflesso con le grandi ali, indossa abiti da celebrante e accanto a lui un turibolo. Altri angeli sono posti accanto al capezzale con un certo. Mentre l'angelo della morte è ormai posto ai piedi del letto. Tutto riporta a quella che per devozione è considerata la dolce morte, e il santo è protettore della dolce morte. La presenza degli angeli è molto simbolica per san Giuseppe che ricevette da un angelo l'annuncio di essere il prescelto sposo di Maria.